# Resolución 1930 del Consejo de Seguridad de las Naciones Unidas
La Resolución 1930 del Consejo de Seguridad de Naciones Unidas, aprobada el 15 de junio de 2010, tras reafirmarse en todas las resoluciones emitidas sobre la cuestión chipriota, en especial la 1251 de 1999, acordó prorrogar el mandato de la Fuerza de las Naciones Unidas para el Mantenimiento de la Paz en Chipre (UNFICYP) un periodo más hasta el 15 de diciembre de 2010. Durante ese tiempo ambas partes involucradas en el conflicto fueron exhortadas a celebrar consultas con carácter de urgencia para alcanzar un acuerdo sobre los temas pendientes, tales como la demarcación de la zona de amortiguación. La resolución exhortó además a la parte turco-chipriota y a las fuerzas turcas a restablecer el statu quo militar presente en Strovilia con anterioridad al 30 de junio de 2000.
El proyecto de resolución fue promovido conjuntamente por los cinco miembros permanentes del Consejo de Seguridad. La resolución fue aprobada por 14 votos a favor y uno en contra, el de Turquía, cuyo representante ocupaba un asiento no permanente.